# Signos (canción)
«Signos» es una canción y sencillo escrita por Gustavo Cerati en su totalidad, e interpretada por el grupo musical argentino Soda Stereo. Salió a la venta junto con el álbum Signos en 1986. En 2006 llegó al puesto 178° de las 500 mejores canciones del rock iberoamericano por Al Borde.

## Descripción
«Signos» es la única canción de Soda Stereo que, sin ser una balada (como es el caso de «Té para Tres»), cuenta con la presencia de la guitarra acústica de inicio a fin sin ningún tipo de guitarra eléctrica.[cita requerida] La canción empieza con un riff de guitarra (con un efecto de delay muy presente) y sintetizadores, dándole un aire misterioso al comienzo para luego pasar a un piano, y posteriormente los demás instrumentos. Cerati toca la guitarra acústica, Zeta el bajo y Charly la batería.

## Versiones de la canción
Durante la gira de Ruido Blanco, la canción se toca del modo original: 2 guitarras y sin bajo.
En 1988, para una presentación en el programa televisivo Mala Noche No, Cerati usa una guitarra eléctrica en esta canción, mientras que Zeta usa su bajo el cual se escuchaba con una alta claridad.
Entre 1992 y 1993, durante la Gira Dynamo, se toco una versión de la canción con una naturaleza alternativa, con varios efectos en la guitarra, y con alto uso de sampling.
En la despedida de Soda Stereo, El Último Concierto, se toca una versión diferente con una guitarra acústica que toca acordes completos, junto con un acordeón y alta presencia de teclados que dan la sensación de ser un vibráfono.
En la última gira de la banda, realizada en el año 2007, es utilizado el mismo patrón de la canción original, aunque con sonidos más frescos y modernos desde un enfoque electrónico y, sin salirse del contexto de la canción original, finaliza con un estilo más rockeado y ligero. Esta versión también puede ser encontrada en el recopilatorio Obras Cumbres Vol. 2.
Cerati interpretó la canción en los conciertos de 11 episodios sinfónicos (2001-2002).

## Versiones
Uno de los notables covers fue el que realizó Tarja Turunen, exvocalista de la banda de metal sinfónico finlandesa Nightwish, que interpretó la canción durante su WLB World Tour.